# Наїс Джуара
Наїс Джуара (фр. Naïs Djouahra, нар. 23 листопада 1999, Бургуен-Жальє) — французький футболіст, нападник хорватського клубу «Рієка».

## Ігрова кар'єра
Народився 23 листопада 1999 року в місті Бургуен-Жальє. Вихованець юнацьких команд футбольних клубів «Руй Монтесю», «Бургуен-Жальє» та «Сент-Етьєн», але на дорослому рівні у Франції не грав.
3 липня 2018 року, після того, як він вирішив не продовжувати свій контракт зі «Сент-Етьєном», Джуара підписав дворічний контракт з іспанським «Реал Сосьєдадом», де спочатку став виступати за резервну команду «Реал Сосьєдад Б» в Сегунді B. Більшість часу, проведеного у складі другої команди «Реал Сосьєдада», був основним гравцем атакувальної ланки команди.і за два сезони взяв участь у 49 матчах чемпіонату. Після цього він дебютував у першій команді в Ла Лізі 29 червня 2020 року, вийшовши на заміну Аріца Елустондо у виїзному матчі проти «Хетафе» (1:2). Зігравши ще один матч за основу, вже у серпні Джуара був відданий в оренду у клуб Сегунди «Мірандес», де провів наступний сезон.
У сезоні 2021/22 Джуара грав паралельно за першу і резервну команду «Реал Сосьєдадіа», після чого 2 серпня 2022 року уклав контракт з хорватським клубом «Рієка» за 750 тис. євро, у складі якого провів наступний рік своєї кар'єри гравця. Надалі протягом сезону 2023/24 років на правах оренди захищав кольори клубу «Леганес» в Сегунді. Влітку  2024 року Наїс повернувся до «Рієки», з якою в першому ж сезоні виграв чемпіонат і Кубок Хорватії. Станом на 11 червня 2025 року відіграв за команду з Рієки 52 матчі в національному чемпіонаті.

## Статистика виступів

### Статистика клубних виступів
Станом на 23 травня 2022
| Сезон             | Команда           | Чемпіонат         | Чемпіонат | Чемпіонат | Національний кубок | Національний кубок | Національний кубок | Континентальні кубки | Континентальні кубки | Континентальні кубки | Інші змагання | Інші змагання | Інші змагання | Усього | Усього |
| Сезон             | Команда           | Ліга              | Ігор      | Голів     | Ліга               | Ігор               | Голів              | Ліга                 | Ігор                 | Голів                | Ліга          | Ігор          | Голів         | Ігор   | Голів  |
| ----------------- | ----------------- | ----------------- | --------- | --------- | ------------------ | ------------------ | ------------------ | -------------------- | -------------------- | -------------------- | ------------- | ------------- | ------------- | ------ | ------ |
| 2018–19           | «Реал Сосьєдад Б» | СДБ               | 28        | 4         |                    | -                  | -                  |                      | -                    | -                    |               | -             | -             | 28     | 4      |
| 2019–20           | «Реал Сосьєдад Б» | СДБ               | 21        | 3         |                    | -                  | -                  |                      | -                    | -                    |               | -             | -             | 21     | 3      |
| черв.-лип. 2020   | «Реал Сосьєдад»   | ПД                | 2         | 0         | КІ                 | -                  | -                  |                      | -                    | -                    |               | -             | -             | 2      | 0      |
| 2020–21           | «Мірандес»        | СД                | 27        | 4         | КІ                 | 1                  | 0                  |                      | -                    | -                    |               | -             | -             | 28     | 4      |
| 2021–22           | «Реал Сосьєдад Б» | СД                | 19        | 0         |                    | -                  | -                  |                      | -                    | -                    |               | -             | -             | 19     | 0      |
| 2021–22           | «Реал Сосьєдад»   | ПД                | 7         | 0         | КІ                 | 3                  | 1                  | ЛЄ                   | 1                    | 0                    |               | -             | -             | 11     | 1      |
| Усього за кар'єру | Усього за кар'єру | Усього за кар'єру | 104       | 11        |                    | 4                  | 1                  |                      | 1                    | 0                    |               | -             | -             | 109    | 12     |

## Титули і досягнення
- Чемпіон Хорватії (1):

«Рієка»: 2024/25
- Володар Кубка Хорватії (1):

«Рієка»: 2024/25